# STS-104
STS-104 — космический полёт MTKK «Атлантис» по программе «Спейс Шаттл» (105-й полёт программы) и программе развёртывания Международной космической станции (номер полёта — 7А). Основной задачей STS-104 была доставка на станцию (10-й полёт шаттла к МКС) шлюзового модуля «Квест» и различные грузы (расходуемые материалы, запас воды, научное оборудование). Во время полёта было совершено три выхода в открытый космос (общей продолжительностью 16 часов 30 минут).

## Экипаж
Экипаж STS-104 состоял из 5 астронавтов НАСА:
- (НАСА): Стивен Линдси (3)[5] — командир;
- (НАСА): Чарлз Хобо (1) — пилот;
- (НАСА): Майкл Гернхардт (4) — специалист полёта-1;
- (НАСА): Джанет Каванди (3) — специалист полёта-2, бортинженер;
- (НАСА): Джеймс Райли (2) — специалист полёта-3.

## Параметры полёта
- Масса аппарата
  - при старте — 117 129 кг;
  - при посадке — 94 009 кг;
- Грузоподъёмность — 8 241 кг;
- Наклонение орбиты — 51,6°;
- Период обращения — 92,2 мин;
- Перигей — 372 км;
- Апогей — 390 км.

## Шлюзовой модуль
STS-104 доставил на МКС совместный шлюзовой отсек «Квест», предназначенный для обеспечения внекорабельной деятельности (ВКД) экипажей МКС и пилотируемых кораблей (во время их нахождения в составе станции) как в интересах американского, так и российского сегментов. С этой целью «Квест» специально разработан для использования двух типов скафандров: российского производства «Орлан» и американского производства EMU (англ. Extravehicular Mobility Unit).
Камера «Квест» имеет длину 5 491 мм (с лепестками пристыковочного узла CBM — 5 636 мм), максимальный диаметр 4 445 мм (с противометеоритной защитой, но без баллонов высокого давления), массу — 6 064 кг, и состоит из двух отсеков:
- Отсек экипажа (англ. Crew Lock, C/L), откуда осуществляются выходы в открытый космос;
- Отсек оборудования (англ. Equipment Lock, E/L), где хранятся используемое для ВКД оборудование, скафандры и системы, обеспечивающие их обслуживание до и после выходов (перезарядка батарей, возобновление запаса воздуха для дыхания и воды системы охлаждения)[6].

В камере одновременно могут храниться шесть скафандров (2 EMU в отсеке экипажа, два «Орлан-М» и два укороченных EMU (без нижней части) в отсеке оборудования).
15 июля 2001 года шлюзовая камера «Квест» была установлена на правый стыковочный порт модуля «Юнити».

## Выходы в космос
Во время полёта STS-104 было осуществлено три выхода в открытый космос. Все три совершены астронавтами Майклом Гернхардтом и Джеймсом Райли.
- 15 июля c 3:10 до 9:09 (UTC), длительность 5 часов 59 минут. Перенос (с помощью манипулятора Канадарм2) и установка шлюзовой камеры «Квест» на стыковочный узел модуля «Юнити»[2].
- 18 июля c 3:04 (старт планировался на 02:09, но из-за сбоя компьютерной системы на американском сегменте (отказ жесткого диска основного управляющего компьютера C&C № 3) в 22:45 17 июля, был начат позднее[2]) до 9:33 (UTC), длительность 6 часов 29 минут. Установка на шлюзовую камеру трёх газовых баллонов.
- 21 июля c 4:35 до 8:37 (UTC), длительность 4 часа 2 минуты. Установка последнего (четвёртого) баллона, проверка.